# 232P/Hill
232P/Hill – kometa krótkookresowa, należąca do rodziny komet Jowisza. 
Kometę tę odkrył Richard Hill w ramach programu Catalina Sky Survey w 1999 roku. W nazwie znajduje się zatem nazwisko odkrywcy.

## Orbita komety
Orbita komety 232P/Hill ma kształt elipsy o mimośrodzie 0,33. Jej peryhelium znajduje się w odległości 2,98 j.a., aphelium zaś 5,98 j.a. od Słońca. Jej okres obiegu wokół Słońca wynosi 9,49 lat, nachylenie do ekliptyki ma wartość 14,63˚.